# 沃斯克列辛齊 (羅加京區)
49°21′35″N 24°25′32″E / 49.35972°N 24.42556°E
沃斯克列辛齊（烏克蘭語：Воскресинці），是烏克蘭西部的村莊，隸屬伊萬諾-弗蘭科夫斯克州的伊萬諾-弗蘭科夫斯克區。該村始建於1440年，面積7.68平方公里，2001年人口698，人口密度每平方公里90.9人。